# 武尔茨-菲蒂希反应
武尔茨-菲蒂希反应 (Wurtz-Fittig reaction) (Wurtz coupling)是卤代芳烃与卤代烷和金属钠的化学反应，生成取代芳香化合物。

该反应以查尔斯-阿道夫·武尔茨和鲁道夫·菲蒂希命名。武尔茨在1855年发现了两个卤代烷之间的类似反应（武尔茨反应）；菲蒂希发现卤代芳烃也可以进行这个反应。 该反应是通过Na，Li或者其他金属将两个卤代烃链接的耦联反应。